# Claude Le Pen
Pour les articles homonymes, voir Le Pen.
Claude Le Pen, né le 17 février 1948 à Tananarive (Madagascar) et mort le 6 avril 2020 à Paris, est un économiste français, spécialiste de l'économie de la santé. 

## Biographie
Diplômé de HEC, titulaire d’un doctorat d’histoire et d’épistémologie de la pensée économique et d’un doctorat de sciences économiques, il est agrégé des facultés de sciences économiques.
Docteur en économie (1980), Claude Le Pen est professeur à l’université Paris-Dauphine  (1981-1984), où il a co-dirigé le master professionnel d’économie de la santé, avant de devenir professeur à l’université de Rennes I (1984-1988).
Au titre de professeur de sciences économiques à l'Université Paris IX-Dauphine, il est consultant pour des projets de lois concernant la santé, notamment lors d'une table ronde au Sénat en 2004.
Il a été consultant pour l'industrie pharmaceutique. 
Claude Le Pen meurt à Paris le 6 avril 2020 à l’âge de 72 ans des suites d'un cancer,.

## Ouvrage
- Où va le système de santé français ?, avec André Grimaldi, Prométhée, coll. Pour ou contre ?, Bordeaux, 2010  (ISBN 978-2-916623-07-8)